# لتس پلی

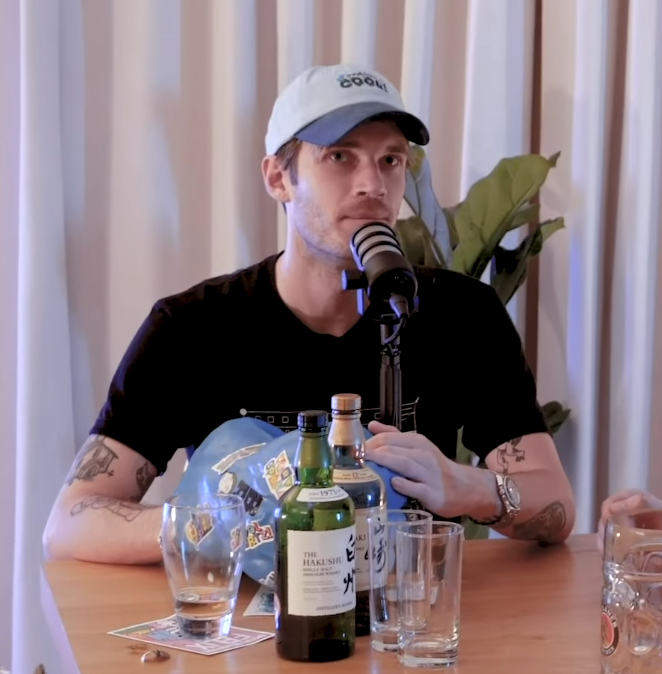
پیودی‌پای یکی از بزرگترین منابع ویدئوهای لتس پلی را در کانال خود دارد.

لتس پلی (به انگلیسی: Let's Play) نوعی ویدیو (یا اسکرین‌شات همراه با متن) است که گیم پلی یک بازی ویدیویی را مستند می‌کند و معمولاً شامل صحبت، تفسیر و یا نمای دوربین از چهره گیمر می‌شود. ویدئو لتس پلی با تمرکز بر تجربه ذهنی یک فرد از بازی به همراه صحبت‌های طنز، از راهنما بازی متفاوت است. لتس پلی می‌تواند به صورت استریم و بدون تدوین و در لحظه انجام شود یا به صورت ویرایش یافته همراه با سناریو منتشر شود.